# Devin Townsend
Devin Garrett Townsend (New Westminster, Canadá, 5 de mayo de 1972) es un músico, vocalista y productor canadiense de metal progresivo con influencias del free jazz, blues, la música industrial y la música clásica. Es el fundador de la banda de metal extremo Strapping Young Lad y ha publicado multitud de álbumes bajo los nombres de Devin Townsend, Ocean Machine, The Devin Townsend Band y Devin Townsend Project.
Luego de haber tocado en varias bandas de heavy metal en la escuela secundaria, Townsend fue descubierto por una discográfica en 1993 y fue solicitado para ser la voz líder en el álbum Sex & Religion de Steve Vai. Después de grabar y salir de gira con Vai, Townsend se desalentó por lo que encontró en la industria musical, y desahogó su furia en el álbum solista Heavy as a Really Heavy Thing lanzado bajo el seudónimo de Strapping Young Lad. Pronto armó una banda bajo ese nombre, y lanzó el álbum City en 1997, siendo aclamado por la crítica. Desde ese momento, lanzó otros tres álbumes de estudio con Strapping Young Lad, junto con material solista lanzado bajo su propio sello discográfico, HevyDevy Records.
Los álbumes solistas de Townsend, una mezcla diversa de hard rock, metal progresivo, ambient, y new-age, ofrecen formaciones variadas de músicos. En 2002 forma The Devin Towsend Band, una formación que grabó y salió de gira para dos de sus lanzamientos. En 2007 Townsend disolvió Strapping Young Lad y The Devin Towsend Band con el objetivo de pasar más tiempo con su familia y menos tiempo de gira. Desde entonces, el artista canadiense ha producido varios álbumes para otros grupos mientras componía material propio en su estudio casero.  
Después de dos años, comenzó a grabar otra vez, y pronto anunció la formación de su nuevo proyecto, Devin Townsend Project. El proyecto comienza en una tetralogía publicada entre 2009 y 2011, formada por los discos Ki, Addicted, Deconstruction y Ghost, cada álbum escrito en un estilo diferente.  
Finalmente, tras finalizar este proyecto, en marzo de 2018 Townsend anunció su nuevo disco como solista, con el nombre de Empath, que fue lanzado el 29 de marzo de 2019. Este disco incluye influencias que varían, entre otros géneros, desde la música orquestral y el metal progresivo, al pop, funk y la música electrónica.
El 23 de agosto de 2024 se lanzó una nueva canción y video titulados PowerNerd, que fueron incluidos en un nuevo álbum de estudio del mismo nombre, publicado el 25 de octubre de 2024. Su rock opera The Moth fue presentada en vivo en De Oosterpoort, en Groningen, Netherlands, los días 27 y 28 de marzo de 2025; el proyecto ha estado en desarrollo desde al menos 2017. Actualmente también está trabajando en varios otros proyectos, incluyendo algunos llamados Axolotl, y una web series titulada Ruby Quaker.

## Discografía

### Devin Townsend y The Devin Townsend Band
| Título                 | Fecha de publicación    | Sello    |
| ---------------------- | ----------------------- | -------- |
| Ocean Machine: Biomech | 21 de julio de 1997     | Hevydevy |
| Infinity               | 17 de junio de 1998     | Hevydevy |
| Physicist              | 26 de junio de 2000     | Hevydevy |
| Terria                 | 6 de noviembre de 2001  | Hevydevy |
| Accelerated Evolution  | 31 de marzo de 2003     | Hevydevy |
| Devlab                 | 4 de diciembre de 2004  | Hevydevy |
| Synchestra             | 30 de enero de 2006     | Hevydevy |
| The Hummer             | 15 de noviembre de 2006 | Hevydevy |
| Ziltoid the Omniscient | 27 de mayo de 2007      | Hevydevy |
| Empath                 | 29 de marzo de 2019     | Hevydevy |
| The Puzzle             | 3 de diciembre de 2021  | Hevydevy |
| Snuggles               | 3 de diciembre de 2021  | Hevydevy |
| Lightwork              | 4 de noviembre de 2022  | Hevydevy |
| PowerNerd              | 25 de octubrede 2024    | Hevydevy |

### Devin Townsend Project
| Título         | Fecha de publicación     | Sello    |
| -------------- | ------------------------ | -------- |
| Ki             | 25 de mayo de 2009       | Hevydevy |
| Addicted       | 17 de noviembre de 2009  | Hevydevy |
| Deconstruction | 20 de junio de 2011      | Hevydevy |
| Ghost          | 20 de junio de 2011      | Hevydevy |
| Epicloud       | 18 de septiembre de 2012 | Hevydevy |
| Z²             | 27 de octubre de 2014    | Hevydevy |
| Transcendence  | 9 de septiembre de 2016  | Hevydevy |

### Strapping Young Lad
| Título                        | Fecha de publicación  | Sello         |
| ----------------------------- | --------------------- | ------------- |
| Heavy as a Really Heavy Thing | 4 de abril de 1995    | Century Media |
| City                          | 11 de febrero de 1997 | Century Media |
| Strapping Young Lad           | 11 de febrero de 2003 | Century Media |
| Alien                         | 22 de marzo de 2005   | Century Media |
| The New Black                 | 11 de julio de 2006   | Century Media |

### Casualties of Cool
| Título             | Fecha de publicación | Sello    |
| ------------------ | -------------------- | -------- |
| Casualties of Cool | 14 de mayo de 2014   | Hevydevy |
|                    |                      |          |